# 利布尔讷站
利布尔讷站是法国的一个铁路车站，位于法国西南部城市利布尔讷。该站也是一个区域性的铁路枢纽。

## 位置
利布尔讷站位于利布尔讷市区的内部，老城区以东，巴黎－波尔多铁路547.093公里处，同时也是利布尔讷－勒比松铁路的起点，距离波尔多大约36公里。车站大致呈南北走向，开口朝西。

## 停靠线路
以下列车线路在利布尔讷站停靠：
| 利布尔讷站列车线路表           |      |                       |               |              |
| 线路                           | 车种 | 上一站                | 下一站        | 大致运行频率 |
| 巴黎—波尔多                    | TGV  | 昂古莱姆              | 波尔多        | 每天3趟左右  |
| 于塞勒/蒂勒—波尔多             | TER  | 米西丹/库特拉         | 波尔多        | 每周1~2趟    |
| 蒙吕松/利摩日—波尔多           | TER  | 库特拉                | 瑟农/波尔多   | 每天4趟左右  |
| 布里夫拉盖亚尔德/佩里格—波尔多 | TER  | 库特拉                | 瑟农          | 每天10趟左右 |
| 普瓦捷/昂古莱姆—波尔多         | TER  | 圣但尼德皮勒          | 瑟农          | 每天2趟左右  |
| 昂古莱姆—利布尔讷              | TER  | 圣但尼德皮勒          | （终点）      | 每天1趟      |
| 库特拉/利布尔讷—波尔多         | TER  | 圣但尼德皮勒/（起点） | 瓦艾尔        | 每天8趟左右  |
| 萨尔拉—波尔多                  | TER  | 圣埃米利永            | 瑟农          | 每天5趟左右  |
| 贝尔热拉克—利布尔讷/波尔多     | TER  | 圣埃米利永            | （终点）/瑟农 | 每天8趟左右  |
| 1. 2.                          |      |                       |               |              |

## 配套交通

### 长途客车
| 停靠利布尔讷站的大巴车 |                               | |
| 上下车地点             | 运营单位                      | 主要线路及目的地 |
| 利布尔讷站门口         | 吉伦特省城际客运 TransGironde | 301 瓦艾尔 · 伊宗 · 洛尔蒙 302 阿尔瓦艾尔 · 洛尔蒙 310 吕贡和卡尔奈岛 · 圣昂德雷德屈布扎克 313 吕萨克 · 皮诺尔芒 · 隆沙自由城 314 吕萨克 · 皮斯甘 315 圣埃米利永 · 弗朗克 316 卡斯提永拉巴泰伊 · 佩勒格吕 317 布朗讷 · 基延的索夫泰尔 318 热尼萨克 · 圣日耳曼迪皮什 320 弗龙萨克 · 维勒古日 · 韦拉克 · 佩里萨克 |
| 利布尔讷站门口         | SNCF Car TER                  | （当某条铁路线施工或罢工时，SNCF可能也会提供途径该线路沿途站点的大巴车） |
| 1. 2. 3.               |                               | |

### 市内交通
| 利布尔讷站附近的市内公共交通线路 |                | |
| 公交车站名称                     | 位置           | 停靠线路 |
| 火车站                           | 利布尔讷站门口 | .1.（周一至六运行）：韦尔科尔/巴鲁 ↔ 守瑰医院 .2.（周一至六运行）：韦尔科尔 ↔ 莱达盖初级中学 .3.（周一至六运行）：家乐福商业中心 ↔ 布纳勒格 .4.（周一至五运行）：火车站 ↔ 工业区 .B.（周二和周五运行）：蒙托东（环线） |
| 1. 2.                            |                | |

### 社会车辆
利布尔讷站门口设有社会车辆停车场。

## 临近车站
| 利布尔讷站（Gare de Libourne） |                      |                      |
| 上行车站                       | 线路                 | 下行车站             |
| 圣但尼德皮勒站 7.7km ←         | 巴黎－波尔多铁路     | 瓦艾尔站 → 6.5km     |
| （起点）                       | 利布尔讷－勒比松铁路 | 圣埃米利永站 → 7.6km |
| - 本表仅显示运营中的线路及车站 |                      |                      |